# Калбинский хребет
Калби́нский хребе́т (каз. Қалба жотасы) — горный хребет на юго-западе Алтая, расположенный на территории Восточно-Казахстанской области Казахстана.

## Этимология
Основа названия («Калба») является искажённым монгольским (калмыцким, ойратским, джунгарским) словом монг. Холбоо.

## Описание
Хребет представляет собой систему сильно расчленённых, преимущественно низкогорных массивов, достигающих на востоке высоты 1300—1500 м. К западу горы понижаются и постепенно переходят в мелкосопочник высотой 450—700 м. Длина хребта составляет около 400 км. Максимальная высота — 1606 м.
Калбинский хребет сложен палеозойскими сланцами, песчаниками и интрузивными породами (в основном гранитами). Имеются месторождения золота и полиметаллических руд.
До высоты 800—1200 м преобладает степная растительность на горных каштановых и чернозёмных почвах. Выше встречаются редкостойные сосновые и берёзово-осиновые леса. На наиболее высоких вершинах преобладают остепнённые субальпийские луга.